# Shibing
Shibing, tidigare stavat Shiping, är ett härad i Qiandongnan, en autonom prefektur för miao och dong-folken i Guizhou-provinsen i sydvästra Kina. Det ligger omkring 150 kilometer öster om provinshuvudstaden Guiyang. 